# Lahovo
Lahovo – wieś w Słowenii, w gminie Bloke. W 2018 roku liczyła 8 mieszkańców.